# Proleurocerus
Proleurocerus is een geslacht van vliesvleugeligen uit de familie Encyrtidae. De wetenschappelijke naam van dit geslacht is voor het eerst geldig gepubliceerd in 1935 door Ferrière.

## Soorten
Het geslacht Proleurocerus omvat de volgende soorten:
- Proleurocerus clavatus Prinsloo, 1986
- Proleurocerus fulgoridis Ferrière, 1935
- Proleurocerus litoralis Hayat & Kazmi, 1996
- Proleurocerus zululandiae (Compere & Zinna, 1955)